# Prima Categoria Calabria 1960-1961
Il campionato di calcio di Prima Categoria 1960-1961 è stato il V livello del campionato italiano. A carattere regionale, fu il secondo campionato dilettantistico con questo nome dopo la riforma voluta da Zauli del 1958.
Questo è il girone organizzato dal Comitato Regionale Calabro per la regione Calabria.

## Girone unico

### Squadre partecipanti
| Squadra                    | Città (provincia)                | Stagione precedente |
| -------------------------- | -------------------------------- | ------------------- |
| A.C. Audace                | San Marco Argentano (CS)         |                     |
| U.S. Bovalinese            | Bovalino (RC)                    |                     |
| Soc. La Sportiva Cariatese | Cariati (CS)                     |                     |
| U.S. Castrovillari         | Castrovillari (CS)               |                     |
| Gifra Nicastro             | Nicastro (CZ)                    |                     |
| S.S. Juventus Siderno      | Siderno (RC)                     |                     |
| A.S. Libertas Rosarno      | Rosarno (RC)                     |                     |
| Olimpia Sala               | Catanzaro (Quart. Sala)          |                     |
| U.S. Paolana               | Paola (CS)                       |                     |
| Pro Cosenza                | Cosenza                          |                     |
| U.S. Pro Pellaro           | Reggio Calabria (Quart. Pellaro) |                     |
| U.S. Vigor Nicastro        | Nicastro (CZ)                    |                     |

### Classifica finale
|  | Pos. | Squadra               | Pt       | G   | V  | N  | P  | GF  | GS  | DR  |
|  | ---- | --------------------- | -------- | --- | -- | -- | -- | --- | --- | --- |
|  | 1.   | Paolana               | 34       | 20  | 14 | 6  | 0  | 55  | 12  | +43 |
|  | 2.   | Bovalinese            | 28       | 20  | 13 | 2  | 5  | 71  | 15  | +56 |
|  | 3.   | Vigor Nicastro        | 26       | 20  | 11 | 4  | 5  | 46  | 29  | +17 |
|  | 4.   | Juve Siderno          | 23       | 20  | 10 | 3  | 7  | 59  | 33  | +26 |
|  | 5.   | La Sportiva Cariatese | 22       | 20  | 9  | 4  | 7  | 32  | 33  | -1  |
|  | 6.   | Gifra Nicastro        | 21       | 20  | 8  | 5  | 7  | 44  | 22  | +22 |
|  | 7.   | Pro Pellaro           | 16       | 20  | 6  | 4  | 10 | 51  | 33  | +18 |
|  | 7.   | Audace (-1)           | 16       | 20  | 6  | 4  | 10 | 26  | 56  | -30 |
|  | 9.   | Castrovillari         | 14       | 20  | 5  | 4  | 11 | 17  | 42  | -25 |
|  | 10.  | Pro Cosenza (-1)      | 13       | 20  | 4  | 5  | 11 | 25  | 61  | -36 |
|  | 11.  | Olimpia Sala          | 7        | 20  | 2  | 3  | 15 | 9   | 99  | -90 |
|  | --   | Libertas Rosarno      | Ritirato |     |    |    |    |     |     |     |
|  |      |                       | 220      | 220 | 88 | 44 | 88 | 435 | 435 | 0   |

Legenda:
      Ammesso alle finali interregionali.
      Retrocesso in Seconda Categoria.
      Ritirato dal campionato e retrocesso.
Regolamento:
Due punti a vittoria, uno a pareggio, zero a sconfitta.
Pari merito in caso di pari punti.
Note:
Audace S.Marco e Pro Cosenza hanno scontato 1 punto di penalizzazione in classifica per una rinuncia.
La Paolana è promossa in Serie D 1961-1962.

### Libri
- E.Dicembre, R.La Cava, V.Marzano, V.Orlando e F.Vottari, Bovalino cent'anni di passione - Ediz. Città del Sole.

### Giornali
- Archivio della Gazzetta dello Sport, anni 1960 e 1961, consultabile presso le Biblioteche:
  - Biblioteca Civica di Torino;
  - Biblioteca Nazionale Braidense di Milano;
  - Biblioteca Nazionale Centrale di Firenze;
  - Biblioteca Nazionale Centrale di Roma;
  - Biblioteca Civica Berio di Genova;
  - e presso Emeroteca del C.O.N.I. di Roma (non è online ma è da consultare in sede).